# バトルクリーク (ミシガン州)
バトルクリーク（英語:Battle Creek）は、アメリカ合衆国ミシガン州のカルフーン郡にある都市。人口は5万2721人（2020年）。
ケロッグ社の創業地であり、現在も本社があるため企業城下町となっている。愛称は「シリアル・シティ」(The Cereal City)。

## 市名の由来
「バトルクリーク」という市名は市内を流れているバトルクリーク川から名付けられたが、この地名はジョン・マレット大佐によって率いられた政府の測量隊と、2人のインディアンとの小競り合いに由来する。マレットと彼のグループが1823年-1824年の冬に現在の市から数マイル離れた土地を調査していた間、キャンプに残ったパーティーの2人のメンバーが2人のインディアンに攻撃されたが、 1人に重傷を負わせてインディアンを鎮圧した。この事件のため、近くを流れていた川は「バトルクリーク」(Battle Creek)と名付けられた。

## 地理
バトルクリークはカラマズー川とバトルクリーク川の合流地点に形成されている。ミシガン州ではデトロイトとグランドラピッズに次いで3番目の市域面積をもつ。デトロイトとシカゴのほぼ中間に位置している。
アメリカ合衆国国勢調査局によると、この都市は総面積113.1 km2 (43.7mi2) である。このうち110.9 km2 (42.8 mi2) が陸地で2.2 km2(0.8 mi2) が水地域である。総面積の1.92%が水地域となっている。

## 文化

### メディア
ローカル紙はガネット・カンパニーの子会社Battle Creek Enquirerである。

ラジオはWBCK(930 AM)、WBCK-FM(95.3 FM)、WBXX(104.9 FM)、WBFN(1400 AM)、WNWN-FM(98.5 FM)、WFPM-LP(99.5 FM)、WKFR(103.3 FM)

テレビはWOTV(Channel 41)、WZPX(Channel 43)が受信できる。

また、グランドラピッズ、カラマズー、ランシング等の近くの都市からラジオとテレビ放送を受信することもできる。

### スポーツ
バトルクリークに拠点を置くチーム
- バスケットボール：バトルクリーク・ナイツ (インターナショナル・バスケットボール・リーグ）
- 野球：バトルクリーク・ボンバーズ (ノースウッズ・リーグ)
- アイスホッケー：バトルクリーク・レボリューション (オールアメリカンホッケーリーグ)

## 教育
1956年にケロッグ社がスポンサーとなって設立した『ケロッグ・コミュニティ・カレッジ』の他、Robert B. Miller大学、西ミシガン大学、スプリングアーバー大学がキャンパスを置いている。

## 人口推移
以下にバトルクリーク市における1890年から2010年までの人口推移をグラフおよび表で示す。
| 統計年 | 人口     |
| ------ | -------- |
| 1890年 | 13,197人 |
| 1900年 | 18,563人 |
| 1910年 | 25,267人 |
| 1920年 | 36,164人 |
| 1930年 | 45,573人 |
| 1940年 | 43,453人 |
| 1950年 | 48,666人 |
| 1960年 | 44,169人 |
| 1970年 | 38,931人 |
| 1980年 | 35,724人 |
| 1990年 | 53,540人 |
| 2000年 | 53,364人 |
| 2010年 | 52,347人 |

## 名所
- バトルクリーク・アートセンター
- バトルクリークサナトリウム(Battle Creek Sanitarium)
- フォートカスター保養地
- バインダーパーク動物園(Binder Park Zoo)

## 経済

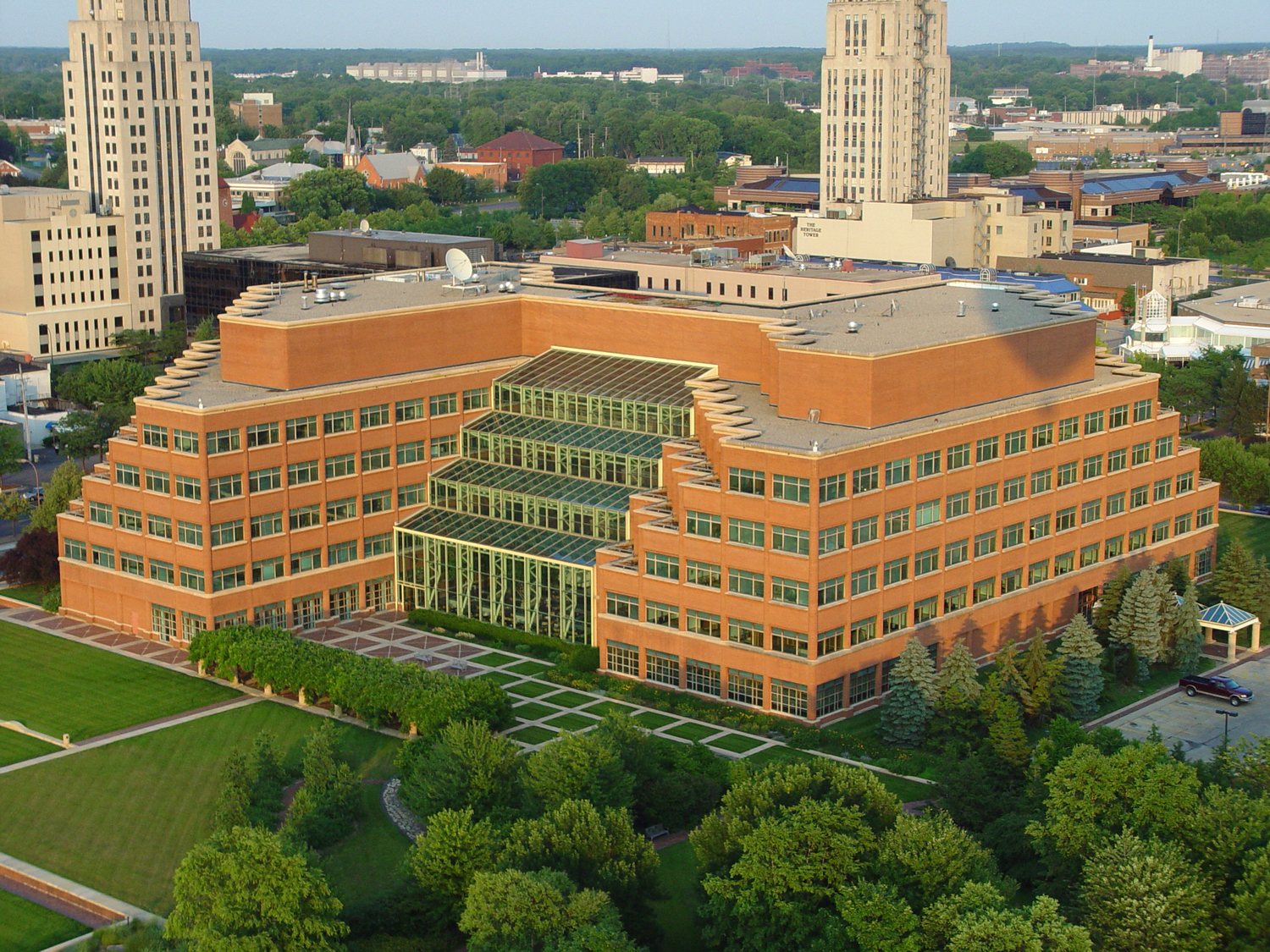
ケロッグ本社

- ケロッグ
- ポストフーズ(Post Foods)
- デンソー ミシガン工場

## 交通
カラマズー・バトルクリーク国際空港（IATA: AZO）にはアメリカン航空、デルタ航空、およびユナイテッド航空が各社ハブ空港からの提携航空会社運航による便を発着させている。

バトルクリーク交通センターはアムトラックの停車駅である。ミシガン線（Michigan Services）のシカゴとポートヒューロンを結ぶブルーウォーター号(Blue Water)、シカゴとポンティアックを結ぶウルヴァリン号(Wolverine)が停車する。これらはシカゴ～バトルクリーク間まで同じ路線で、そこからブルーウォーター号は北東へ、ウルヴァリン号は東進し、デトロイトからは北西に進みポンティアックへ向かう。
デトロイトとシカゴを結ぶI-94が市内を通っている。
また、バトルクリークトランジットは定期路線バス等の公共交通機関を地域住民に提供している。

## イベント
1981年、1985年、1995年に熱気球世界選手権を開催した。また、

## 関係者
- ジョン・ハーヴェイ・ケロッグ (医学博士。コーンフレークを開発した)
- ウィル・キース・ケロッグ (上記人物の弟。兄と共にコーンフレークを開発。その後、独立してケロッグ社を設立。同社初代社長)
- ノーラン・ヘンケ (プロゴルファー)
- ベティ・ハットン (女優・歌手)
- マリオン・ハットン (歌手。上記人物の妹)
- ロブ・ヴァン・ダム (プロレスラー)
- ディック・マーティン (コメディアン・俳優・監督)
- ジェイソン・ニューステッド (ベーシスト)

## 姉妹都市
- 高崎市（日本）[5]
  - 1981年7月1日 - 姉妹都市提携[6][7]

両都市のロータリークラブの交流や、前述のケロッグの工場が高崎にあることなどから交流が活発化。